# Килия-Веке
Килия-Веке (Старая Килия, рум. Chilia Veche) — село в уезде Тулча в Румынии. Административный центр коммуны Килия-Веке.
Село расположено на берегу Дуная в его дельте, на правом берегу Килийского рукава. Оно находится на расстоянии 274 км к северо-востоку от Бухареста, 46 км к северо-востоку от Тулчи, 148 км на север от Констанцы, 98 км на восток Галаца. На противоположном берегу Дуная находится украинский город Килия.
Неподалёку от села расположен украинский контрольно-пропускной пункт Килия-Веке.

## История
В письменных источниках конца XIV—начала XV веков приводятся сведения о существовании в дельте Дуная городов Киліа и Новое Село. Последнее из них стало украинским городом Килия, а населённый пункт на другом берегу стал небольшим рыбацким селом Килия-Веке (букв. «старая Килия»). Этимологию Килия, рум. Chilia, многие исследователи выводят из chilie «келья, скит». Лингвист В. А. Никонов, приводя эту версию, предполагает, что она скорее всего ошибочна и указывает на возможное турецкое происхождение: от тур. killi — «глинистый».
Событие на Килийском поле недалеко от Килия-Веке послужили основой украинской Думы про казака Голоту. В средние века здесь располагалась генуэзская фактория. С XV по XIX века населённый пункт находился в составе Османской империи, с 1829 по 1854 годы — Российской империи, с 1854 года был включён в княжество Молдова, затем вошёл в Румынию.
С 26 июня по 18—19 июля 1941 года в ходе проведения Дунайского десанта во время Великой Отечественной войны село было занято советскими войсками. Эту тактическую операцию осуществили Дунайская военная флотилия и 25-я Чапаевская стрелковая дивизия. В 1944 году вновь занят Красной Армией.

## Население коммуны
По данным переписи населения 2002 года в селе проживали 3539 жителей.
Национальный состав населения
| Национальность | Количество жителей | В процентах |
| -------------- | ------------------ | ----------- |
| румыны         | 3285               | 92,8 %      |
| Липоване       | 144                | 4,1 %       |
| цыганы         | 68                 | 1,9 %       |
| украинцы       | 25                 | 0,7 %       |
| турки          | 8                  | 0,2 %       |
| венгры         | 5                  | 0,1 %       |

Назвали родным языком:
| Язык       | Число говорящих | в процентах |
| ---------- | --------------- | ----------- |
| румынский  | 3457            | 97,7 %      |
| цыганский  | 33              | 0,9 %       |
| русский    | 21              | 0,6 %       |
| украинский | 16              | 0,5 %       |
| турецкий   | 6               | 0,2 %       |

## Достопримечательности
- Православная Архангельская церковь
- Старообрядческая Казанская церковь